# Muhalnița
Muhalnița (bulgară Мухалница) este o arie protejată din vestul Bulgariei, situată la un kilometru sud de orașul Botevgrad și la 63 km nord-est de capitala Sofia. Geografic, este situată în valea Botevgradului, în partea de vest a Munților Balcani. A fost înființată în 1992 cu scopul de a proteja migrația de reproducere a broaștei roșii de munte⁠(d) (Rana temporaria).

## Istorie
La 14 februarie 1968, zoologul bulgar Vladimir Beșkov⁠(d) a descoperit câteva sute de broaște roșii de munte⁠(d) (Rana temporaria) într-o mică mlaștină la altitudinea de 360 m, în apropierea orașului Botevgrad. Descoperirea a fost neașteptată, întrucât această specie nu obișnuiește să populeze habitaturi la o altitudine atât de joasă. La 1 și 4 martie 1971 el a extras mai multe sute de exemplare, le-a marcat și le-a eliberat înapoi în mlaștină. La 4 iunie în același an, una din broaștele marcate a fost găsită pe o pantă a munților Bilo⁠(d), la o distanță de aproape 5 km de mlaștină și la 875 m altitudine. După o pauză de mai mulți ani, Beșkov a reluat cercetările în 1979, când, între 31 ianuarie și 3 martie, a mai marcat încă 457 de broaște în mlaștină. În februarie și martie anul următor, câteva broaște au fost marcate pe muntele Bilo, la 5,5-6 km de mlaștină, în timp ce animalele se deplasau aval pe râuri. Două dintre ele au fost identificate la 11 martie 1980 în Muhalnița (una la 4, alta la 11 zile după marcare). Beșkov și-a publicat observațiile într-o serie de articole științifice, lucrările sale servind ca bază pentru recunoașterea zonei de mlaștină a râului Zelin ca arie protejată în 1992.

## Migrația broaștelor
Sosirea în masă a miilor de broaște în mlaștina din zona Muhalnița a început probabil la sfârșitul ultimei ere glaciare⁠(d), adică în jur de 8.000 de ani în urmă. În perioada migrației anuale de reproducere de la locurile de hibernare (râurile din zonele înalte ale muntelui) spre Muhalnița, broaștele comune parcurg până la 6 km, unii indivizi atingând, probabil, și peste 10 km. Sezonul de reproducere durează aproximativ două săptămâni, de obicei la sfârșitul lunii februarie sau începutul lunii martie, în funcție de temperatura aerului într-un anumit an. Broaștele se deplasează pe râul Zelin în aval și îl părăsesc, din instinct, în mlaștină. În această perioadă, mlaștina, încă acoperită parțial de gheață, găzduiește mii de perechi de broaște și ouăle lor. După încheierea sezonului de împerechere, broaștele adulte se întorc în munți pe cale terestră, acoperind aproximativ aceeași distanță ca la venire. Mormolocii ies din ouăle fertilizate, se metamorfozează și părăsesc mlaștina între sfârșitul lunii mai și începutul lunii iunie. Aceasta este una dintre cele mai lungi migrații de reproducere cunoscute în lumea amfibienilor.

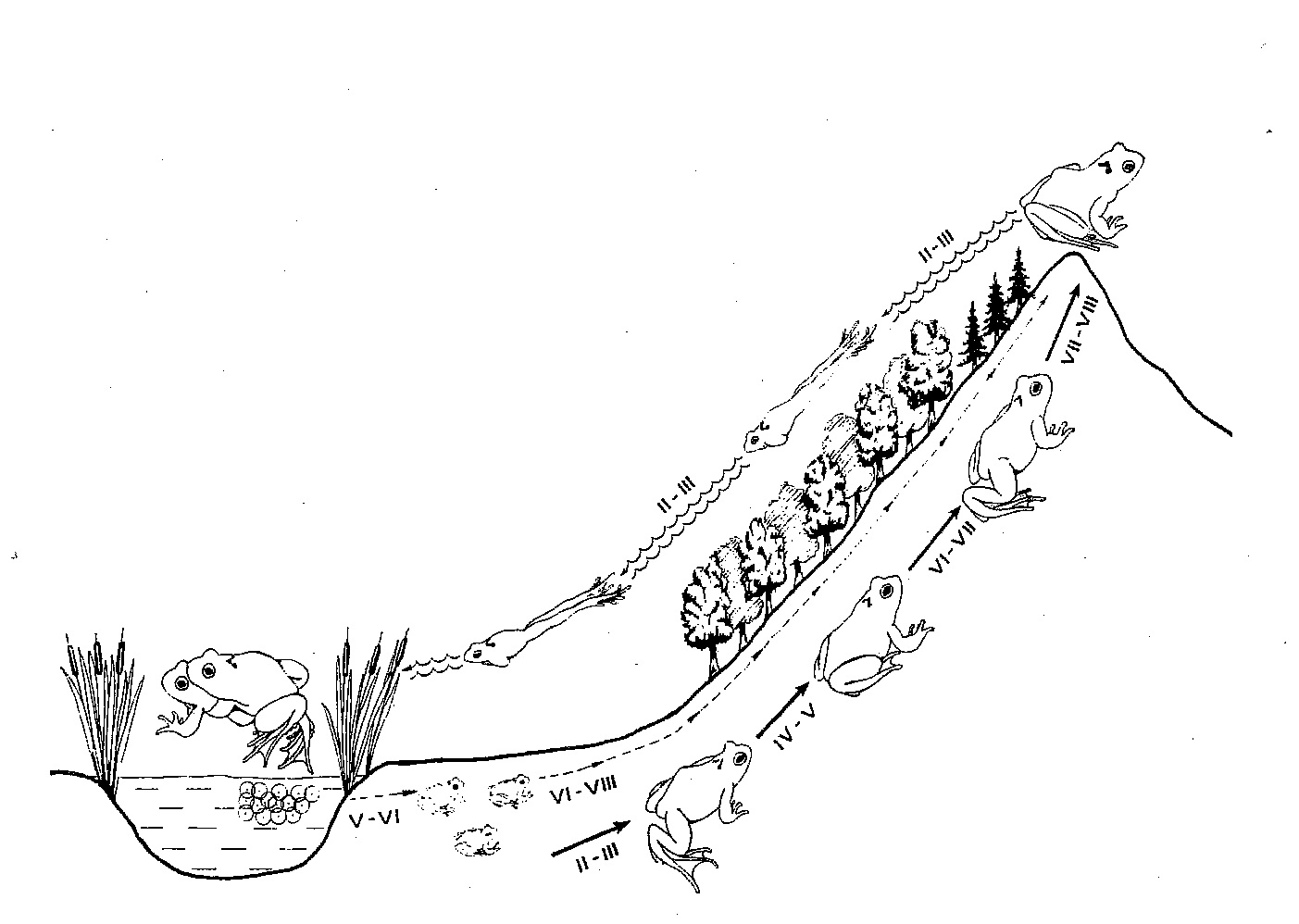
Migrația broaștei comune în Muhalnița (cifrele romane indică lunile anului)
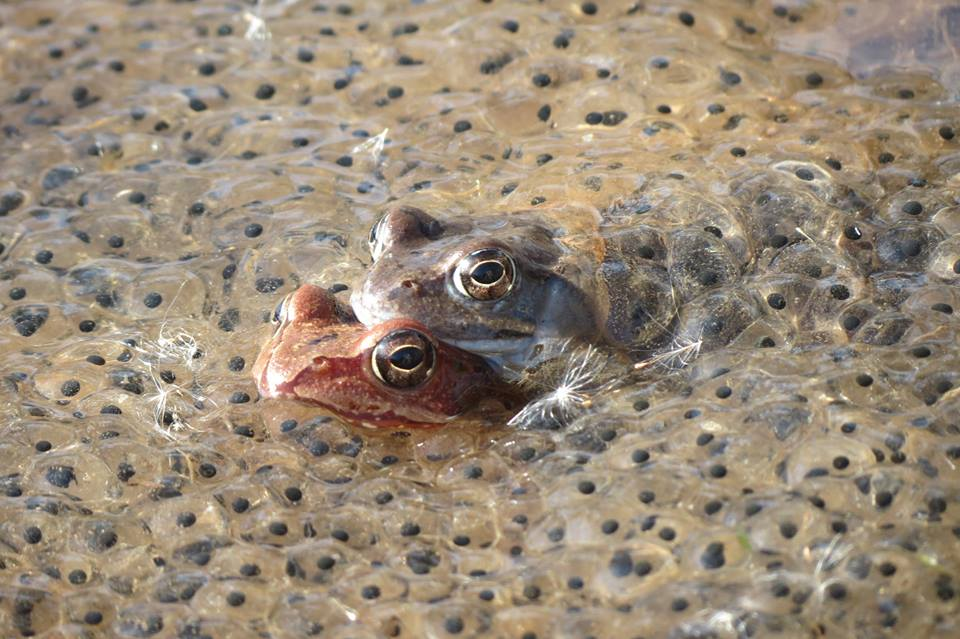
O pereche de broaște comune printre ouăle depuse în Muhalnița
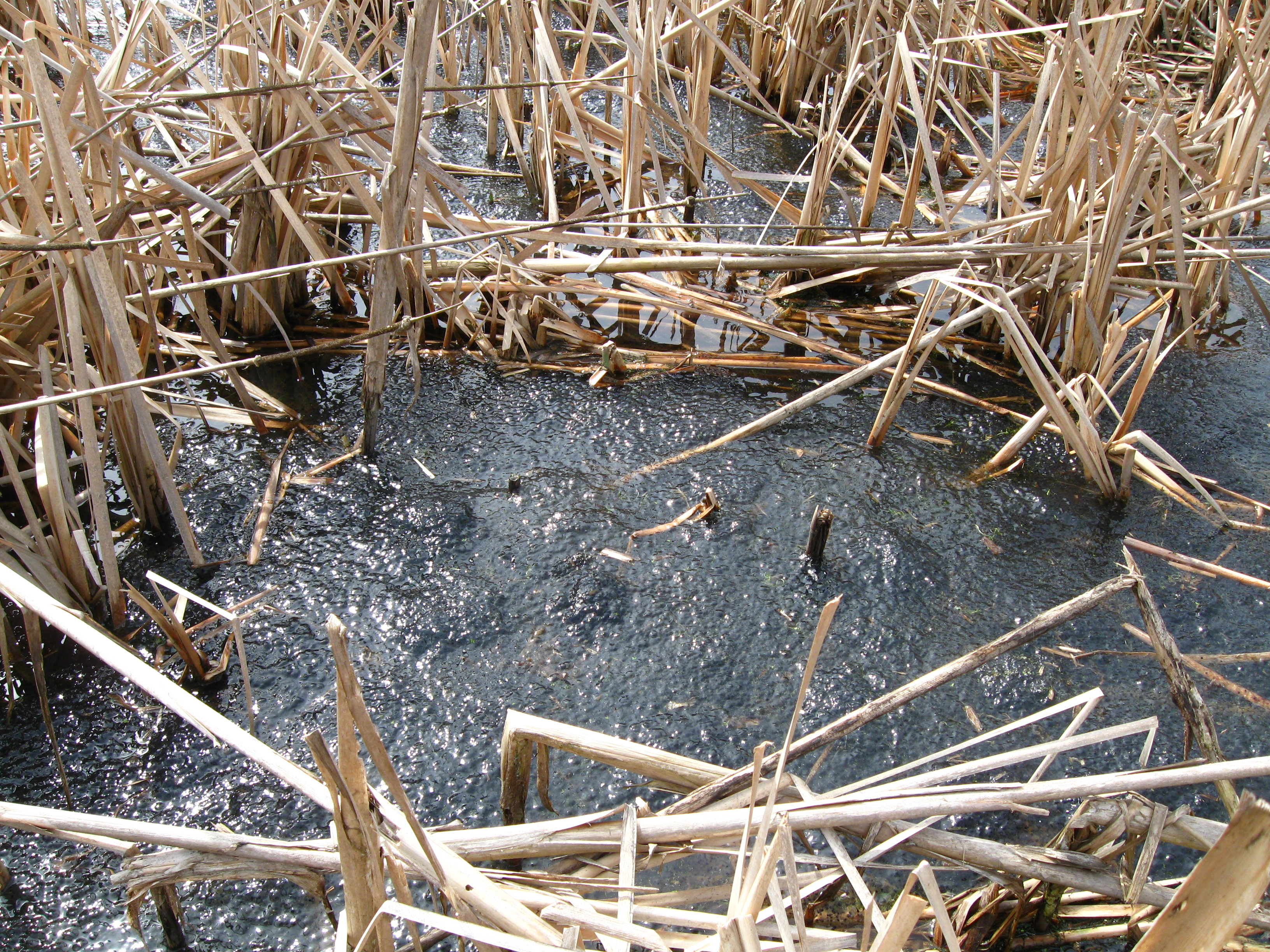
În toiul sezonului de reproducere, aproape toată suprafața apei este acoperită cu ouă

## Alte specii de amfibieni și reptile
În afară de broasca roșie de munte⁠(d), în mlaștină au mai fost identificate alte 8 specii de amfibieni: Lissotriton vulgaris, Triturus ivanbureschi, Bombina variegata, broasca râioasă comună (Bufo bufo), broasca râioasă verde (Bufotes viridis), Hyla orientalis, Rana dalmatina și Pelophylax ridibundus. O singură dată, a fost înregistrată și o broască-țestoasă europeană de apă (Emys orbicularis). Biodiversitatea relativ mare pentru o suprafață atât de mică este unul din motivele principale ale conservării ariei protejate Muhalnița.

## Amenințări și măsuri de combatere

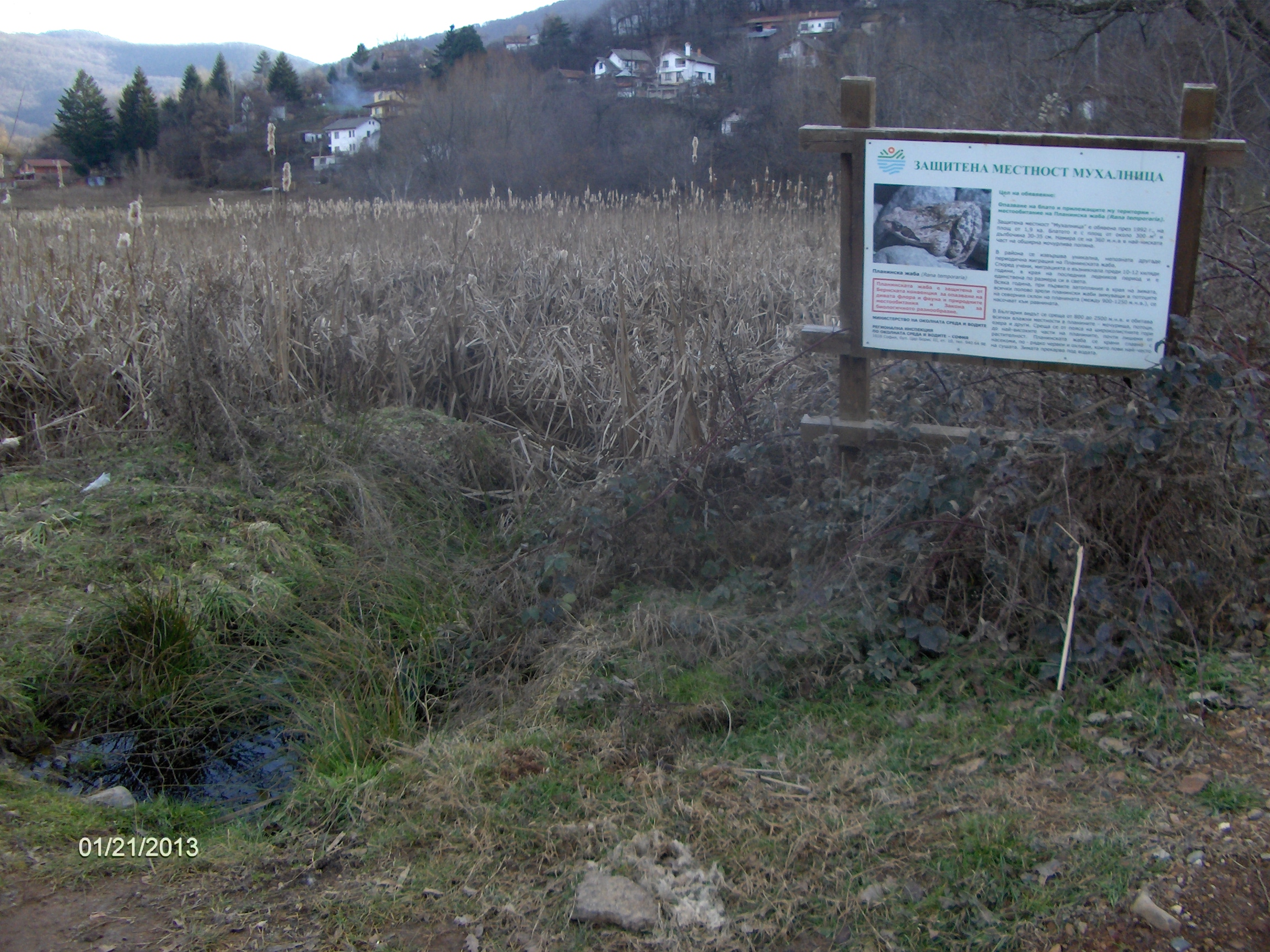
Panou informativ la marginea ariei protejate

Regimul de protecție include următoarele prohibiții:
1. sunt interzise activitătile de construcție sau alte activități care ar putea afecta aspectul natural al sitului sau a sistemului acvatic
2. este interzisă popularea zonei cu specii care nu viețuiesc aici în mod natural
3. sunt interzise defrișările și exterminarea plantelor
4. este interzisă culegerea florilor și a ierburilor
5. este interzisă instalarea unor bariere care ar împiedica sau afecta migrația broaștelor
6. este interzisă secarea mlaștinii

În anii 2010, s-a observat o creștere în dimensiune a mlaștinii, precum și populații tot mai mari de papură (Typha sp.). Cauza o reprezintă scurgerile din conductele de apă din regiune, broaștele fiind afectate negativ, deoarece acestea sunt private de zonele de apă de mlaștină deschisă de care au nevoie în timpul reproducerii. Se presupune că scurgerile au influențat mlaștina, schimbând-o dintr-un iaz temporar în unul permanent, cu condiții mai bune pentru papură. Răspândirea exagerată a papurii va duce, probabil, la uscarea mlaștinii. Aceasta ar însemna pierderea locului de reproducere a broaștelor în următorii ani, migrația urmând să înceteze. Celelalte specii de amfibieni și reptile din zona protejată vor fi și ele afectate.
O altă amenințare pentru broaște o constituie drumul asfaltat care străbate mlaștina prin partea de nord-est. Broaște care vin sau pleacă de la mlaștină (cu excepția câtorva indivizi care trec printr-o țeavă de scurgere pe sub drum) riscă să fie călcate de automobile. Traficul auto nu este intens, dar în timpul sezonului de împerechere drumul este totuși acoperit de broaște moarte călcate de roțile mașinilor.
În 2017, autoritățile Botevgradului, împreună cu zoologi de la Academia de Științe a Bulgariei⁠(d), au întreprins o serie de măsuri de ameliorare a situației broaștelor. Măsurile includ eforturi de rărire a tufelor de papură și instalarea mai multor țevi de trecere a amfibienilor pe sub drum.